# Эрешин
Эрешин (порт. Erechim)  —  муниципалитет в Бразилии, входит в штат Риу-Гранди-ду-Сул. Составная часть мезорегиона Северо-запад штата Риу-Гранди-ду-Сул. Входит в экономико-статистический  микрорегион Эрешин. Население составляет 92 944 человека на 2007 год. Занимает площадь 430,764 км². Плотность населения — 232,7 чел./км².

## История
Город основан 30 апреля 1918 года.

## Статистика
- Валовой внутренний продукт на 2003 составляет 1.136.812.739,00 реалов (данные: Бразильский институт географии и статистики).
- Валовой внутренний продукт на душу населения на 2003 составляет 12.050,04 реалов (данные: Бразильский институт географии и статистики).
- Индекс развития человеческого потенциала на 2000 составляет 0,826 (данные: Программа развития ООН).

## География
Климат местности: субтропический гумидный.

## Промышленность
В городе находится завод Comil по производству автобусов.